# Medal im. Władysława Szafera
Medal im. Władysława Szafera – wyróżnienie ustanowione przez Polskie Towarzystwo Botaniczne dla upamiętnienia polskiego botanika profesora Władysława Szafera i uhonorowania tym medalem autorów wybitnych publikacji z zakresu botaniki.

## Zasady nadawania
Medal ten jest nadawany przez Polskie Towarzystwo Botaniczne w drodze uchwały podejmowanej przez Zarząd Główny Towarzystwa. Wniosek o wyróżnienie medalem składa do Zarządu specjalnie powołana, pięcioosobowa komisja, każdorazowo rozpatrująca prace opublikowane w ubiegłym roku kalendarzowym i zgłoszone do wyróżnienia medalem co najmniej przez dwu członków Polskiego Towarzystwa Botanicznego.
Liczba autorów odznaczanych w poszczególnych latach nie jest ograniczona regulaminem. W przypadku braku odpowiednio wybitnej pracy, medalu w danym roku się nie przyznaje.
Medal został ustanowiony w 1980, a przyznawany jest od 1989.

## Opis medalu
Medal ma kształt nierównomiernego owalu o średnicach 8,5 cm na 8 cm, wykonany jest z brązu. Na awersie umieszczono podobiznę prof. Władysława Szafera okoloną napisem: „Władysław Szafer 1886–1970”, a na rewersie wygrawerowano centralnie umieszczony dziewięćsił bezłodygowy (Carlina acaulis) otoczony napisem: „Societas Botanicorum Poloniae Pro Scientia”.

## Dotychczasowi laureaci medalu
- prof. dr hab. Alicja Borowska (1989)
- prof. dr hab. Janusz Bogdan Faliński (1989)
- prof. dr hab. Jan Kornaś i prof. dr hab. Anna Medwecka-Kornaś (1989)
- prof. dr hab. Stanisław Lisowski (1992)
- prof. dr hab. Maria Ławrynowicz (1992)
- prof. dr hab. Krystyna Falińska (1995)
- prof. dr hab. Tomasz Majewski (1995)
- prof. dr hab. Alicja Szweykowska i prof. dr hab. Jerzy Szweykowski (1995)
- prof. dr hab. Kazimierz Browicz (1998)
- prof. dr hab. Zygmunt Hejnowicz (1998)
- dr hab. Dariusz Szlachetko (1998)
- prof. dr hab. Magdalena Ralska-Jasiewiczowa (2001)
- prof. dr hab. Adam Zając i prof. dr hab. Maria Zając (2004)
- prof. dr hab. Zbigniew Mirek (2007)
- prof. Halina Piękoś-Mirkowa (2007)
- prof. dr hab. Leon Stuchlik (2007)
- prof. dr hab. Maciej Zenkteler (2007)
- prof. dr hab. Elżbieta Weryszko-Chmielewska (2010)
- prof. Leokadia Witkowska-Żuk (2010)
- prof. dr hab. Romuald Olaczek (2010)
- prof. dr hab. Karol Latowski (2010)
- prof. dr hab. Jan Kopcewicz (2013)
- prof. dr hab. Jan Marek Matuszkiewicz (2013)
- prof. dr hab. Przemysław Wojtaszek (2013)
- prof. dr hab. Adam Woźny (2016)
- prof. dr hab. Jan J. Rybczyński (2016)
- zespół naukowy: dr hab. Arkadiusz Nowak, dr hab. Sylwia Nowak i dr hab. Marcin Nobis (2016)
- prof. dr hab. Małgorzata Latałowa (2019)
- prof. dr hab. Anna Mikuła (2019)
- prof. dr hab. Halina Ekiert (2022)
- prof. dr Stanisław Karpiński (2022)
- prof. dr hab. Renata Piwowarczyk (2022)
- prof. dr hab. Bartosz Jan Płachno (2022)
- dr Katarzyna Roguz i dr hab. Marcin Zych (2022)
- prof. dr hab. Elżbieta Romanowska (2022)
- prof. dr hab. Maria Rudawska (2022)